# Laccogrypota trimaculata
Laccogrypota trimaculata är en insektsart som beskrevs av Schmidt 1922. Laccogrypota trimaculata ingår i släktet Laccogrypota och familjen spottstritar. Inga underarter finns listade i Catalogue of Life.